# Jan Šoch
Jan Šoch (ur. 1798 w Nuzicach, zm. 1867) – czeski architekt i budowniczy ludowy, jeden z najsłynniejszych (obok Martina Patáka i Františka Šocha) twórców architektury tzw. wiejskiego baroku (cz. selské baroko). 

## Życiorys
Początkowo mieszkał w okolicy Bechyně. Po uzyskaniu uprawnień mistrza budowlanego przeprowadził się do Zálší, w powiecie taborskim. Na tym terenie wytworzył unikalny styl budowy zagród i budynków gospodarskich. Budował i ozdabiał głównie ściany szczytowe spichlerzy i obiektów mieszkalnych. Stosował ornamenty i ozdoby o charakterze religijnym (np. krzyże i monstrancje), jak i świeckim (m.in. serduszka, liście koniczyny, kwiaty, drzewa iglaste). Po pobycie w Wiedniu wniósł do swojej ornamentyki również elementy klasycznego stylu barokowego lub empiru, klasycyzmu i renesansu, na co był popyt wśród bogatego chłopstwa, pragnącego ozdabiać swoje gospodarstwa na wzór pańskich dworów. Współpracował z grupą pomocników i innym lokalnym murarzem, Linhartem, a później także z własnym synem, Františkiem Šochem (1828-1874). 
Šochowie budowali głównie we wsiach Zálší, Borkovice, Hartmanice, Klečaty, Komárov, Mažice i Nedvědice. Elewacje ich zagród rozdzielane były elementami architektonicznymi, takimi jak pilastry, lizeny, czy gzymsy i obficie zdobione detalem. 